# Antoni Malczewski

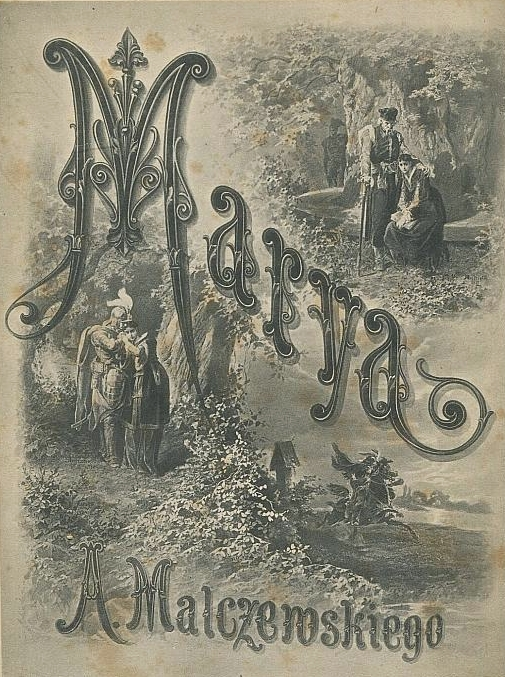
Okładka powieści Marya z wydania w 1876 roku autorstwa Michała Andriollego.

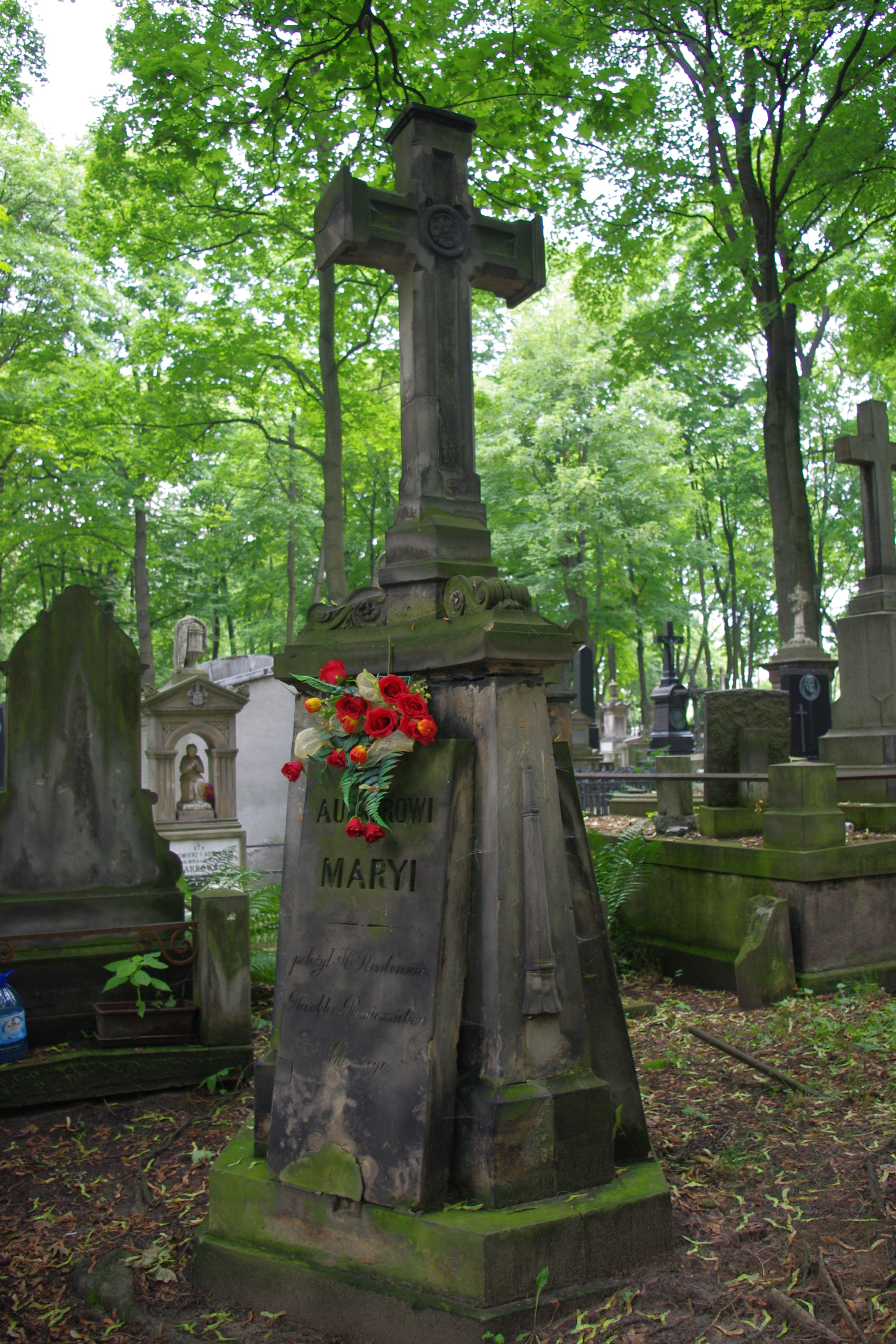
Symboliczny grób poety Antoniego Malczewskiego i jednocześnie grób jego przyrodniej siostry Karoliny z Malczewskich Kulman na cmentarzu Powązkowskim w Warszawie

Antoni Malczewski (herbu Abdank, ale należał do gałęzi rodu, która samowolnie zmieniła  herb na Tarnawa)  (ur. 3 czerwca 1793 w Warszawie lub w Kniahininie na Wołyniu, zm. 2 maja 1826 w Warszawie) – polski poeta, prekursor romantyzmu, alpinista (pierwszy zdobywca Aiguille du Midi).

## Przodkowie
Jego ojcem był generał Jan Józef Malczewski (syn Ignacego i Antoniny Dunin), związany z konfederacją targowicką, matką natomiast Konstancja z Błeszyńskich Haumanowa (zm. 1800). Miał przyrodnie rodzeństwo  - Filipinę Sobolewską (później teściową Adolfa Rozwadowskiego) i Edwarda Haumana, oraz młodszego brata Konstantego (ur. 1797) – generała artylerii w Meksyku. Jego ojczymem był gen. Filip Hauman. Jego babka, Antonina Dunin, była wnuczką elektora saskiego Jana Jerzego IV, brata króla polskiego, Augusta II Mocnego, a tym samym był potomkiem Fryderyka III Oldenburga, króla Danii i Norwegii.
Malczewski był bratem generała Konstantego oraz ojcem poety Augusta Antoniego Jakubowskiego.
| 4. Ignacy Malczewski (zm. 1779) |  |                                                |  |  |                                        |
|                                 |  | 2. Jan Józef Malczewski                        |  |  |                                        |
| 5. Antonina Dunin               |  |                                                |  |  |                                        |
|                                 |  |                                                |  |  | 1. Antoni Malczewski ur. 1793 zm. 1826 |
| 6. ? Błeszyński                 |  |                                                |  |  |                                        |
|                                 |  | 3. Konstancja Błeszyńska, primo voto Haumanowa |  |  |                                        |
| 7. primo voto Młocka            |  |                                                |  |  |                                        |
|                                 |  |                                                |  |  |                                        |

## Życiorys
Współczesne badania literatury polskiego romantyzmu dostarczają skąpych informacji na temat życia Antoniego Malczewskiego. Wiadomo, że urodził się 3 czerwca 1793, jako potomek zamożnej rodziny szlacheckiej, skoligaconej z arystokracją. Nie można być jednak pewnym, co do miejsca narodzin: prawdopodobnie była to Warszawa, lecz jednocześnie część historyków uznaje, iż mógł to być Kniahinin na Wołyniu.
W 1805 roku 12-letni Malczewski podjął naukę w Liceum Krzemienieckim. Uczył się dobrze, szczególnie zaś gustował w językach i matematyce. Wakacje spędzał u ciotek Błeszyńskich, w tym czasie podkochiwał się w swojej przyrodniej siostrze Filipinie. W roku 1811 Malczewski wstąpił do wojska Księstwa Warszawskiego. W stolicy został słuchaczem wojskowej szkoły inżynieryjnej, a czekając na przydział wojskowy odwiedzał warszawskie salony. Jego królewskie pochodzenie oraz pokrewieństwo z adiutantem księcia Józefa Poniatowskiego, Hipolitem Błeszyńskim, otwierały mu wszystkie drzwi. W jednym z salonów poznał wówczas Karolinę z Walewskich Chodkiewiczową, żonę hrabiego Aleksandra, prawnuka sławnego hetmana Jana Karola Chodkiewicza.
W latach 1816–1821 zwiedził Szwajcarię, Włochy i Francję, zetknął się wówczas z mesmeryzmem. Z punktu widzenia jego twórczości, niezwykle istotnym wydarzeniem było poznanie czołowego angielskiego romantyka – George’a Byrona. Po powrocie do kraju osiadł na Wołyniu. Tam po raz pierwszy spotkał Zofię Rucińską z Modzelewskich – nerwowo chorą żonę przyjaciela. Podjął się jej leczenia, co okazało się zgubne w skutkach, gdyż pacjentka uzależniła się od niego. Choć dręczyło go poczucie odpowiedzialności, to jednak kilkakrotnie próbował uwolnić się od jej obecności.
W dniu 4 sierpnia 1818 roku jako pierwszy Polak (i szósta osoba na świecie) wszedł na szczyt Mont Blanc. Tego samego dnia wraz z Jean-Michelem Balmatem i 5 przewodnikami został pierwszym zdobywcą północnego, niższego (3795 m n.p.m.) szczytu Aiguille du Midi. Opis wyprawy zawarł w XIX tomie czasopisma Bibliotheque Universelle wydawanego przez uniwersytet w Genewie.
Został pochowany w dniu 4 maja 1826 roku na cmentarzu Powązkowskim. Mogiła, przez lata zaniedbywana, zapadła się pod ziemię i zarosła trawą - w rezultacie wszelkie widoczne ślady grobu uległy zatarciu, a sama lokalizacja zapomnieniu. Późniejsze próby odnalezienia mogiły nie przyniosły skutku. Istniejący dziś pomnik w kwaterze 14-3-14/15 pochodzi z roku 1854, skrywa doczesne szczątki przyrodniej siostry Malczewskiego - Karoliny Kulman, natomiast kamienna tablica z inskrypcją "Autorowi Maryi" ma charakter symboliczny.

## Twórczość literacka. PowieśćMaria
Wraz z Sewerynem Goszczyńskim i Józefem Bohdanem Zaleskim zaliczany do szkoły ukraińskiej polskiego romantyzmu. Jest autorem pierwszej polskiej romantycznej powieści poetyckiej (Maria, 1825). Tło fabularne „Marii” tworzą wydarzenia autentyczne, związane ze zbrodnią dokonaną 13 lutego 1771 na Gertrudzie Komorowskiej – pierwszej żonie Szczęsnego Potockiego, zamordowanej na polecenie przeciwnego małżeństwu teścia, wojewody wołyńskiego, Franciszka Salezego Potockiego. Jednak fakty historyczne potraktowane zostały z charakterystyczną dla powieści poetyckiej swobodą: czas akcji przesunięto na XVII wiek, a miejsce przeniesiono z Wołynia na Naddnieprze. Składający się z dwóch pieśni poemat utrzymany jest w nastroju bajronowskiego pesymizmu. Już w dedykacji adresowanej do Juliana Niemcewicza jest napisane, że dzieło tworzą obrazy ciemną farbą nakreślone. Typowa dla gatunku jest także atmosfera grozy i tajemniczość, co osiągnięte zostaje przez brak chronologicznej ciągłości zdarzeń i umieszczenie ich na tle pejzażu stepowego.

## Upamiętnienie
W II Rzeczypospolitej przed 1939 działało Państwowe Liceum i Gimnazjum im. Antoniego Malczewskiego w Sokalu. Jest patronem ulic w Gdyni (Chylonia) i Warszawie (Wierzbno).